# Наср, Сулеймен
Сулеймен Наср (араб. سليمان نصر‎; род. 24 февраля 1997, Bouhjar, Монастир) — тунисский борец греко-римского стиля, призёр Африканских игр и чемпионатов Африки, участник Олимпийских игр.

## Карьера
В августе 2014 года он неудачно выступил, представляя Тунис на летних юношеских Олимпийских играх в китайском Нанкине. В апреле 2021 года в тунисском Хаммамете на африканском и океанском олимпийский отборочный турнире к Олимпийским играм в Токио завоевал лицензию. В августе 2021 года на Олимпиаде в схватке на стадии 1/8 финала уступил Акеру Аль-Обаиди (0:8), который представлял сборную беженцев, и занял итоговое 14 место.

## Достижения
- Чемпионат Африки по борьбе 2016 — ;
- Чемпионат Африки по борьбе 2018 — ;
- Средиземноморский чемпионат по борьбе 2018 — ;
- Арабский чемпионат 2018 — ;
- Чемпионат Африки по борьбе 2019 — ;
- Африканские игры 2019 — ;
- Олимпийские игры 2020 — 14;